# مخطوطة إشعياء

استنساخ فوتوغرافي لمخطوط إشعياء الكبرى، أفضل مخطوطات الكتاب المقدس المكتشفة في قمران

مخطوطة إشعياء، المعرفة بالرمز (1Qlsa a) والمعروفة أيضًا باسم مخطوطة إشعياء الكبرى، هي واحدة من مخطوطات البحر الميت السبع التي تم اكتشافها لأول مرة من قبل رعاة بدو من قبيلة التعامرة في عام 1946 في كهف رقم 1 بقمران.  كُتبت المخطوطة بالعبرية وتحتوي على سفر إشعياء بأكمله من البداية إلى النهاية باستثناء بعض الأجزاء الصغيرة التالفة.  إنها أقدم نسخة كاملة من سفر إشعياء حيث أنها أقدم بألف سنة تقريبًا من أقدم المخطوطات العبرية المعروفة قبل اكتشاف تلك المخطوطات. المخطوطة بارزة أيضًا في كونها المخطوطة الوحيدة من كهوف قمران التي تم حفظها بشكل كامل تقريبًا. 
تم كتابة المخطوطة على 17 ورقة من البرشمان. وهي كبيرة بشكل بارز كونها حوالي 734 سم طول (24 قدمًا) ويتراوح ارتفاعها من 25.3 إلى 27 سم (10 إلى 10.6 بوصات) وتحوي 54 عمودًا من النصوص. 

## تاريخ الاكتشاف

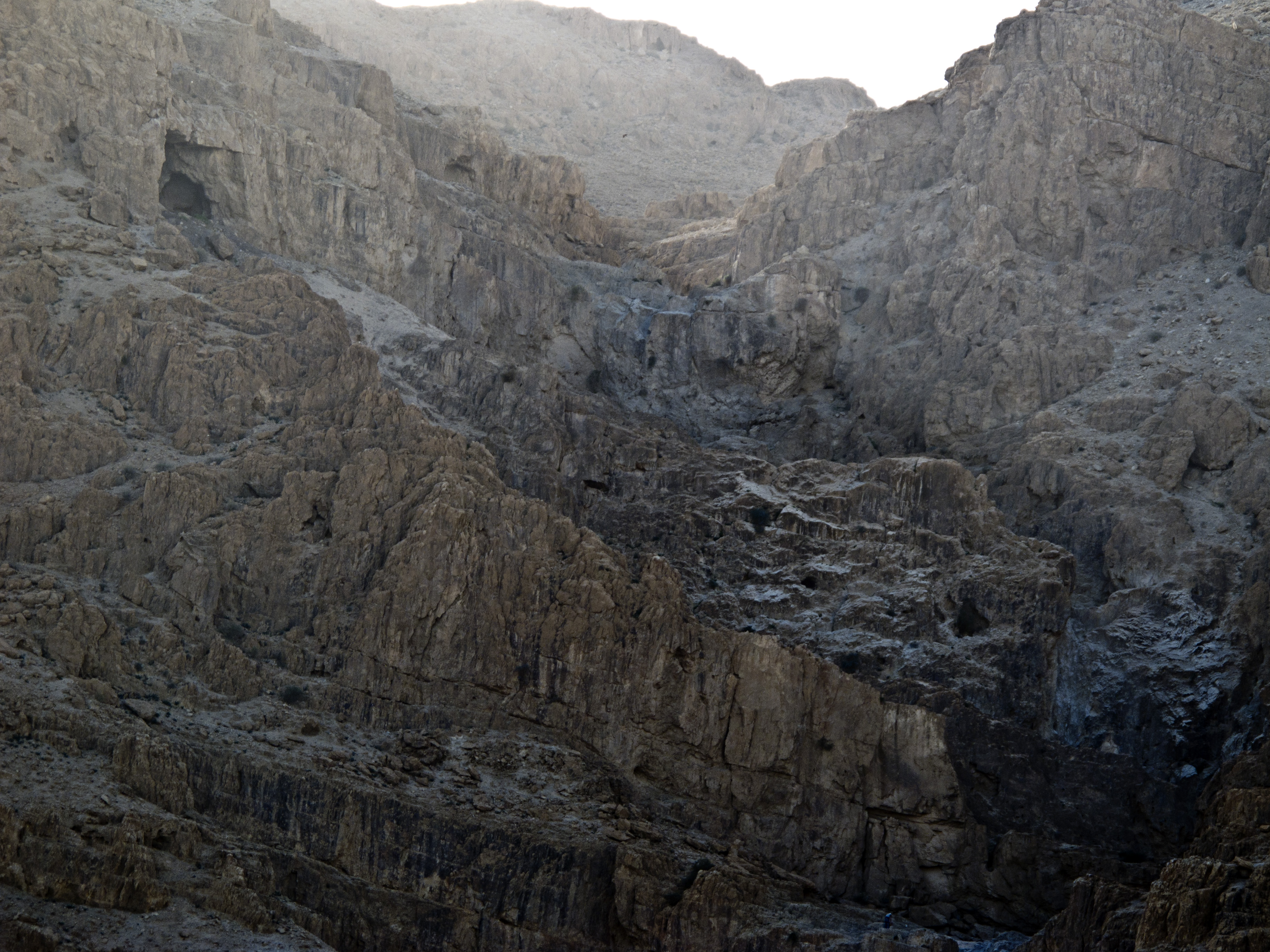
كهف رقم 1 بقمران، حيث تم العثور على مخطوطة إشعياء.

مِن غير المعروف بالضبط مَن هم الكتَّاب الفعليون لمخطوط، كما هو الحال مع تاريخ الكتابة. لكن أجزاء من المخطوطة تم تأريخها باستخدام الكربون المشع وعلم الكتابات القديمة لتعطى فترات زمنية تقع بين 356-103 قبل الميلاد و150-100 قبل الميلاد على التوالي.  ويبدو أن هذا يتناسب مع النظرية القائلة بأن المخطوطات كانت نتاجًا لطائفة الأسينيون، وهي طائفة يهودية ذكرها أولاً بليني الأكبر في موسوعته التاريخ الطبيعي، ثم ذكرها يوسيفوس وفيلون السكندري. وما يزيد من دعم هذه النظرية هو عدد النصوص الأسينية الموجودة في كهوف قمران المحيطة وتوافقها مع المعتقدات المسجلة للقطع الأثرية أو المباني في موقع قمران (مثل الولائم الجماعية وطقوس الطهارة بجانب غرف تحتوي على مئات اللوحات والعديد من الحمامات التعبدية الموجودة في الموقع) مما جعل هذه النظرية هي الأكثر قبولًا في الخطاب العلمي. مزيد من الأدلة على أن مخطوطة إشعياء تم استخدامه من قبل المجتمع الطائفي في قمران هو أن العلماء أبيج، وفلينت، وأولريخ يجادلون بأن نفس الكاتب الذي نسخ المخطوطة الطائفية «حكم المجتمع» المعرفة ب(1QS) قام أيضًا بتصحيح لمخطوطة إشعياء (1Qlsa a). ولا يزال سبب وضع مخطوطة إشعياء في كهف رقم 1 بقمران غير معروف على الرغم من أنه تم التكهن بأنه تم وضعها إلى جانب المخطوطات الأخرى من قبل اليهود (الإيسينيين أو غيرهم) الفارين من الجيش الروماني خلال الحرب اليهودية الرومانية الأولى (66-73 م).
تم اكتشاف المخطوطة في كهف رقم 1 بقمران من قبل مجموعة من ثلاثة رعاة تعامرة بالقرب من نبع عين فشخة قبالة الشاطئ الشمالي الغربي للبحر الميت بين أواخر عام 1946 وأوائل عام 1947؛ اكتشفت في البداية عندما سمع أحد الرعاة صوت تحطم الفخار بعد رمي صخرة أثناء البحث عن حمل مفقود من قطيعه. وبمجرد أن وافق الرعاة على العودة في بعد أيام قليلة، ذهب أصغرهم محمد الذيب بمفرده أمامهم، ليجد كهفًا مليئًا بجرار مكسورة وكاملة وقصاصات مخطوطات. وعن الجرار السليمة فقد وجدها الذيب جميعًا باستثناء اثنتين فارغتين؛ إحداهما مليئة بالطمي الأحمر، والأخرى بلفافة جلدية وشيئان مستطيلان مغطان بغطاء أسود، (وجد لاحقًا أنها مخطوطة إشعياء الكبرى، ومخطوطة شرح حبقوق (1QpHab) ، ومخطوطة حكم المجتمع (1QS) على التوالي). عاد الذيب بالمخطوطات الثلاثة إلى الرعاة الآخرين الذين كانوا مستائين منه بسبب رحلته الفردية، وتم نقل المخطوطات إلى موقع التعامرة جنوب شرق بيت لحم حيث تم الاحتفاظ بها في حقيبة معلقة على عمود خيمة لعدة أسابيع. خلال هذا الوقت قطع الغطاء الأمامي لمخطوطة إشعياء. ثم تم جلب اللفائف الثلاثة إلى تاجر التحف في بيت لحم ليثمنها.

## النشر
انتقلت المخطوطة أولاً إلى خليل إسكندر شاهين، المعروف باسم كاندو، وهو تاجر تحف وكان عضوًا في الكنيسة السورية. كان كاندو غير قادر على فهم أي شيء من الكتابة على المخطوطة، وباعها إلى أناستاسيوس يشوع صموئيل (المعروف باسم مار صموئيل) رئيس أساقفة الكنيسة الأرثوذكسية السورية في القدس الشرقية، والذي كان حريصًا على دراستهم.  استشار رئيس الأساقفة العديد من العلماء في القدس لتحديد طبيعة وأهمية الوثائق، وفي يوليو 1947 استشار أخيراً مدرسة الكتاب المقدس (مؤسسة أكاديمية فرنسية في القدس متخصصة في علم الآثار وتفسير الكتاب المقدس) واتصل بالباحث الهولندي البروفيسور ج. فان دير بلوج من جامعة نايميخن. حدد فان دير بلوج أحد المخطوطات في الدير كنسخة من كتاب إشعياء باللغة العبرية، لكنه قوبل بالتشكيك، حيث اعتقد زميل في مدرسة الكتاب المقدس أن المخطوطات يجب أن تكون مزيفة بسبب قدومها من بائع تحف.
في كانون الثاني / يناير 1948، رتب البروفيسور العازار سوكينيك رئيس قسم الآثار الفلسطينية في الجامعة العبرية لقاء بأحد أفراد الجالية السورية في مبنى جمعية الشبان المسيحيين في القدس لمشاهدة المخطوطات واستعارتها لبضعة أيام بعد سماعه عن وجودها في الدير. وعند إدراك صحتها، نسخ سوكينيك عدة اصحاحات من سفر إشعياء من المخطوطة ووزع نسخًا على الجمعية التأسيسية لدولة إسرائيل.
في 18 فبراير 1948، اتصل الأب بطرس صومي من دير القديس مار مرقس بالمدارس الأمريكية للبحث الشرقي (المدارس الأمريكية للبحث الشرقي) ليتواصلوا مع ويليام براونلي (زميل في المدارس الأمريكية للبحث الشرقي) حول نشر مخطوطة إشعياء الكبرى، ومخطوطة شرح حبقوق، ومخطوطة حكم المجتمع، وقد كان براونلي بعيدًا عن المدرسة مؤقتًا، لذلك اتصل الأب صومي بالدكتور جون تريفر (المصور والمدير المؤقت للمدرسة). قام تريفر بتصوير المخطوطات وأرسل الصور إلى عالم المخطوطات وعميد علماء الآثار الأمريكيين البروفيسور ويليام أولبرايت من جامعة جونز هوبكنز، والذي أرخ مخطوطة إشعياء بحوالي 100 سنة قبل الميلاد.

في وقت مبكر من عام 1949، أحضر مار صموئيل (رئيس الأساقفة بمدينة القدس) المخطوطة إلى الولايات المتحدة على أمل بيعها هي والثلاثة الأخريات التي كانت بحوزته. سمح صموئيل للمدارس الأمريكية للبحث الشرقي بنشرها في غضون ثلاث سنوات، لذلك قام الدكتور ميلر بروس (مدير المدارس الأمريكية للبحث الشرقي) جنبًا إلى جنب مع الدكتور جون تريفر والدكتور ويليام براونلي بإعداد المخطوطات للنشر. تم نشر المخطوطات التي اشتراها صموئيل في البداية من قبل المدارس الأمريكية للبحوث الشرقية في عام 1950، وشملت مخطوطة إشعياء (1Qlsa a)، و1 QpHab و1 QS. وتم الإعلان عن طرح المخطوطات للبيع في صحيفة وول ستريت جورنال في يونيو 1954، وتم شراؤها في نهاية المطاف من قبل عالم الآثار الإسرائيلي يغائيل يادين مقابل 250 ألف دولار في عام 1954 وأعيدت إلى إسرائيل على الرغم من عدم الإعلان عن عملية الشراء حتى فبراير 1955. توجد المخطوطة الآن جنبا إلى جنب مع أكثر من 200 جزء من مخطوطات البحر الميت في القدس في مزار الكتاب في متحف إسرائيل. وفي الآونة الأخيرة أنشأ متحف إسرائيل بالشراكة مع Google مشروع مخطوطات البحر الميت الرقمي، والذي قام بعمل نسخة ررقمية من مخطوطة إشعياء، مما يوفر صورة عالية الجودة من المخطوطة بأكملها. وتوفر المخطوطة الرقمية ترجمة إنجليزية إلى جانب النص الأصلي، ويمكن مشاهدتها هنا. 

## المتغيرات النصية وعلاقتها بباقي النسخ

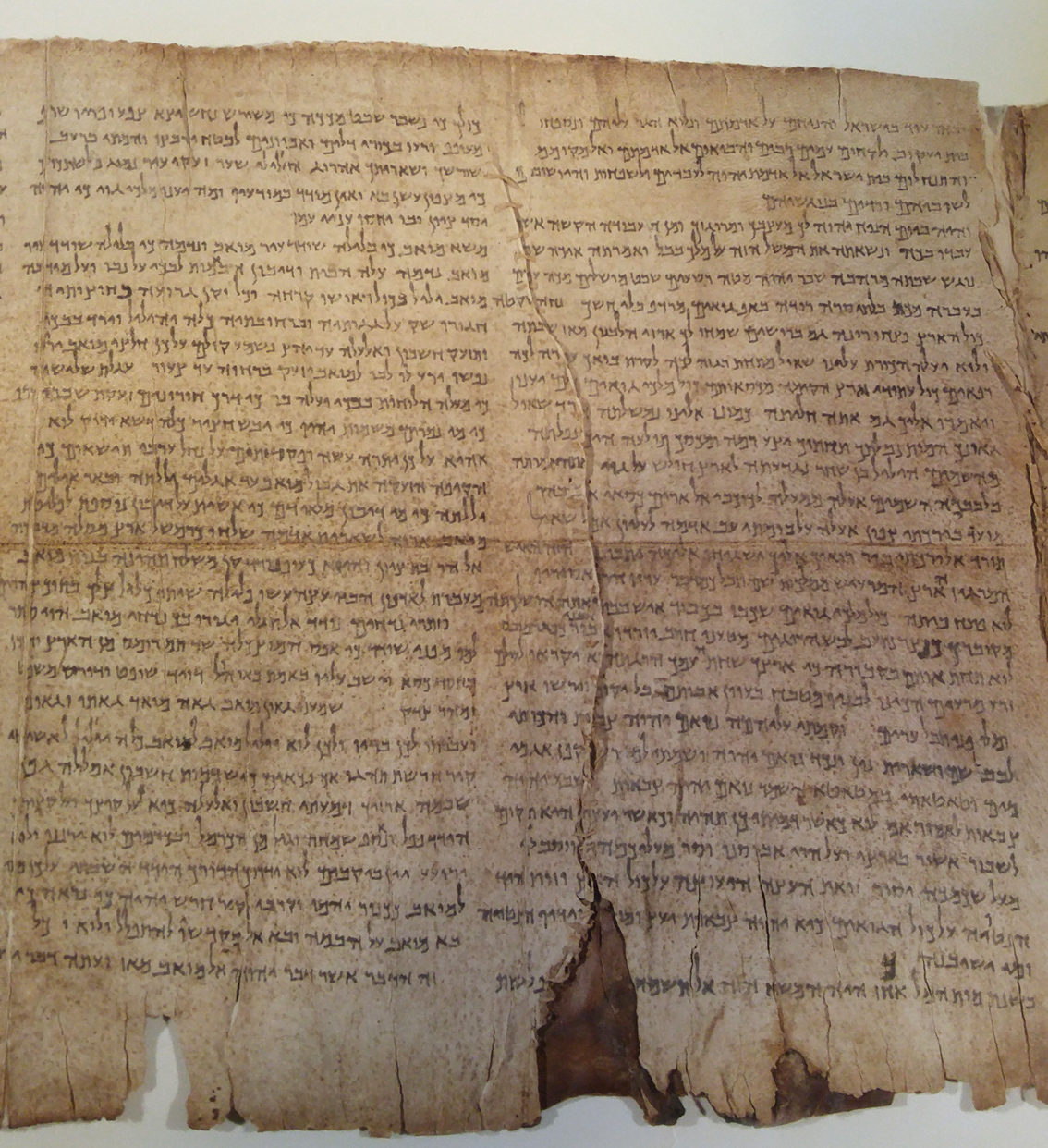
صورة طبق الأصل لمخطوطة إشعياء الكبرى تظهر الأعمدة 12-13 (الفصول 14-16). كما يظهر الضرر في الجزء السفلي من المخطوطة مما يحجب بعضا من النص.

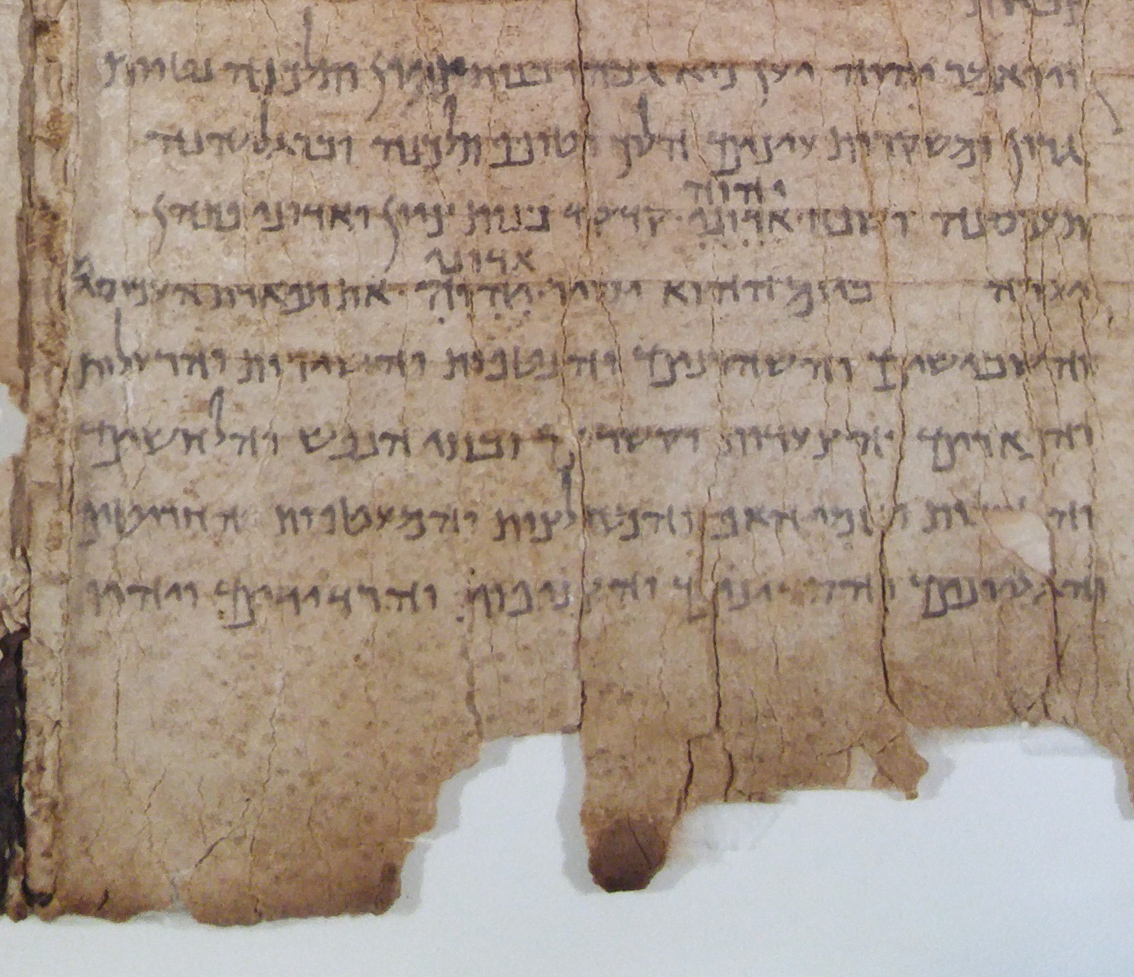
صورة طبق الأصل لمخطوطة إشعياء الكبرى تظهر مثالًا لعلامات الإلغاء (النقاط) أسفل النص والتصحيحات التي تم إجراؤها فوقه.

يتوافق نص مخطوطة إشعياء الكبرى بشكل عام مع النسخة الماسورتية ويحافظ على جميع الفصول الستة والستين من النسخة العبرية بنفس التسلسل. وهناك مناطق صغيرة من الضرر حيث تم تشقق الجلد وفقدان بعض الكلمات.  وهناك بعض الجدل بين العلماء، فمن المرجح أن المخطوطة الأصلية تم نسخها بأكملها من قبل ناسخ واحد، ويعرض النص يدًا نموذجية لناسخ في الفترة 125-100 قبل الميلاد. وتظهر المخطوطة ميلًا إلى تهجئة الكلمات الأطول بما يتوافق أيضا مع هذه الفترة. وهناك أدلة على التصحيحات والإدخالات من قبل الكتبة اللاحقين بين تاريخ الكتابة الأصلي وحتى 68م. الميزة الفريدة في المخطوطة هي أنها تنقسم إلى نصفين، كل منهما يحتوي على 27 عمودًا و33 فصلاً على عكس الإصدارات اللاحقة، مما يشير إلى أن هذا قد يكون أقرب نقطة فاصلة لسفر إشعياء.
تحتوي المخطوطة على أخطاء كتابية وتصحيحات وأكثر من 2600 متغير نصي عند مقارنته مع المخطوطة الماسونية . هذا المستوى من الاختلاف في 1QIsaa أكبر بكثير من مخطوطات إشعياء الأخرى الموجودة في قمران حيث أن معظمها (مثل 1QIsab) أقرب إلى النص الماسورتي. بعض المتغيرات مهمة وتشمل الاختلافات في آية واحدة أو أكثر أو في عدة كلمات. ولكن معظم المتغيرات هي أكثر ثانوية وتشمل الاختلافات في كلمة واحدة، والتهجئات البديلة، والجمع مقابل الاستخدام الفردي، والتغيرات في ترتيب الكلمات.
بعض المتغيرات الرئيسية جديرة بالملاحظة لأنها تظهر تطور سفر إشعياء بمرور الوقت أو تمثل أخطاء نسخ فريدة من نوعها في مخطوطة إشعياء. يجادل أبيج وفلينت وأولريخ بأن غياب النصف الثاني من الآية 9 وكل الآية 10 في الإصحاح الثاني من مخطوطة إشعياء يشير إلى أن هذه الإضافات هي إضافات لاحقة قليلاً. تم العثور على هذه الآيات في مخطوطات قمران إشعياء الأخرى، والمخطوطات الماسورية، والترجمة السبعينية. تم العثورفي الفصل 40 على نسخة أقصر من الآية 7 تتطابق مع الترجمة السبعينية، وفي نفس الآية هناك أيضًا إدخال من قبل كاتب لاحق يظهر نسخة أطول تتوافق مع المخطوطة الماسورتية. وهناك أيضًا العديد من الأمثلة على أخطاء النسخ المحتملة في المخطوطة مثل: إشعياء 16: 8-9، فمعظم نص الآية 8 مفقود والجزء الأول من الآية 9 مفقود عند مقارنته بالنص الماسورتي والسبعينية، مما يشير إلى أن عين الكاتب قد تخطت جزءًا من النص. لاحظ أبيج وفلينت وأولريخ أن هناك عددًا من الأخطاء من هذا النوع قد تمثل درجة من الإهمال من جانب الكاتب.
في بعض الحالات تم دمج المتغيرات من مخطوطة إشعياء في ترجمات الكتاب المقدس الحديثة. مثال على ذلك إشعياء 53: 11 حيث أن نسختي مخطوطة إشعياء والترجمة السبعينية تتطابقان وتوضحان المعنى، في حين أن المخطوطات الماسورتية غامضة بعض الشيء. ويشير الدكتور بيتر فلينت إلى أن القراءات الأفضل من مخطوطات قمران مثل إشعياء 53:11 تم اعتمادها من خلال ترجمة النسخة الدولية الجديدة (بالإنجليزية: New International Version)، وترجمة النسخة القياسية المنقحة (بالإنجليزية: Revised Standard Version). 

## روابط خارجية
- عرض المخطوطة بأكملها .
- مقارنة في عمودين بين مخطوطة إشعياء والنص الماسورتي